# Deutschösterreich, du herrliches Land
Deutschösterreich, du herrliches Land byla státní hymnou Rakouska v letech 1920 až 1929. I přesto, že byla píseň užívána jako národní hymna, neměla žádný oficiální status.
Text napsal kancléř Karl Renner v roce 1920 a melodii složil Wilhelm Kienzl.
Německé Rakousko vzniklo v roce 1918 jako nástupce mnohonárodnostního Rakouska-Uherska v jeho převážně německy mluvící části. Vláda i obyvatelstvo se velmi zasazovaly o sjednocení s Německem, německým národním státem, který vznikl v roce 1871, avšak bez Rakouska. Vítězové první světové války požadovali, aby Rakousko zůstalo samostatným státem. Ve Versailleské smlouvě byl uveden zákaz sjednocení. Podle ustanovení smlouvy ze Saint-Germain-en-Laye (1919) muselo Německé Rakousko změnit svůj název na prosté Rakousko.

## Text
```
Deutschösterreich, du herrliches 
Land, wir lieben dich!
Hoch von der Alm unterm Gletscherdom
Stürzen die Wasser zum Donaustrom,
Tränken im Hochland Hirten und 
Lämmer,
Treiben am Absturz Mühlen und 
Hämmer,
Grüßen viel Dörfer, viel Städte und 
ziehn
Jauchzend zum Ziel, unserm einzigen 
Wien!
Du herrliches Land, unser 
Heimatland,
Wir lieben dich, wir schirmen dich.
```

```
Deutschösterreich, du tüchtiges 
Volk, wir lieben dich!
Hart ist dein Boden und karg dein 
Brot,
Stark doch macht dich und klug die 
Not.
Seelen, die gleich wie Berge 
beständig,
Sinne, die gleich wie Wasser 
lebendig,
Herzen so sonnig, mitteilsamer 
Gunst,
Schaffen sich selber ihr Glück, ihre 
Kunst.
Du tüchtiges Volk, unser Muttervolk,
Wir lieben dich, wir schirmen dich.
```

```
Deutschösterreich, du treusinnig 
Volk, wir lieben dich!
Dienende Treu schuf dir Not und Reu,
Sei uns in Freiheit dir selber treu!
Gibt es ein Schlachtfeld rings in 
den Reichen,
Wo deiner Söhne Knochen nicht 
bleichen?
Endlich brachst du die Ketten 
entzwei,
Diene dir selber, sei dein! Sei 
frei!
Du treusinnig Volk, unser 
Duldervolk,
Wir lieben dich, wir schirmen dich.
```

```
Deutschösterreich, du 
Bergländerbund, wir lieben dich!
Frei durch die Tat und vereint durch 
Wahl,
Eins durch Geschick und durch Blut 
zumal.
Einig auf ewig, Ostalpenlande!
Treu unserm Volkstum, treu dem 
Verbande!
Friede dem Freund, doch dem Feinde, 
der droht,
Wehrhaften Trotz in Kampf und Not!
Du Bergländerbund, unser 
Ostalpenbund,
Wir lieben dich, wir schirmen dich.
[
2
]
```